# Porpomiris curtulus
Porpomiris curtulus är en insektsart som först beskrevs av Reuter 1909.  Porpomiris curtulus ingår i släktet Porpomiris och familjen ängsskinnbaggar. Inga underarter finns listade i Catalogue of Life.